# Lampas elmeri
Lampas elmeri é uma espécie de visco vistoso endémico de Bornéu, no género monotípico Lampas. Foi descrito por Danser em 1929.